# Chantowie
Chantowie (dawniej: Ostiacy, w staroruskich kronikach: Jugrowie, nazwy własne Chanti, Chande, Kantek) – lud ugrofiński zamieszkujący zachodnią Syberię, na wschód od rzeki Ob. Posługują się językiem chantyjskim, należącym do języków ugryjskich, oraz – coraz częściej – językiem rosyjskim.

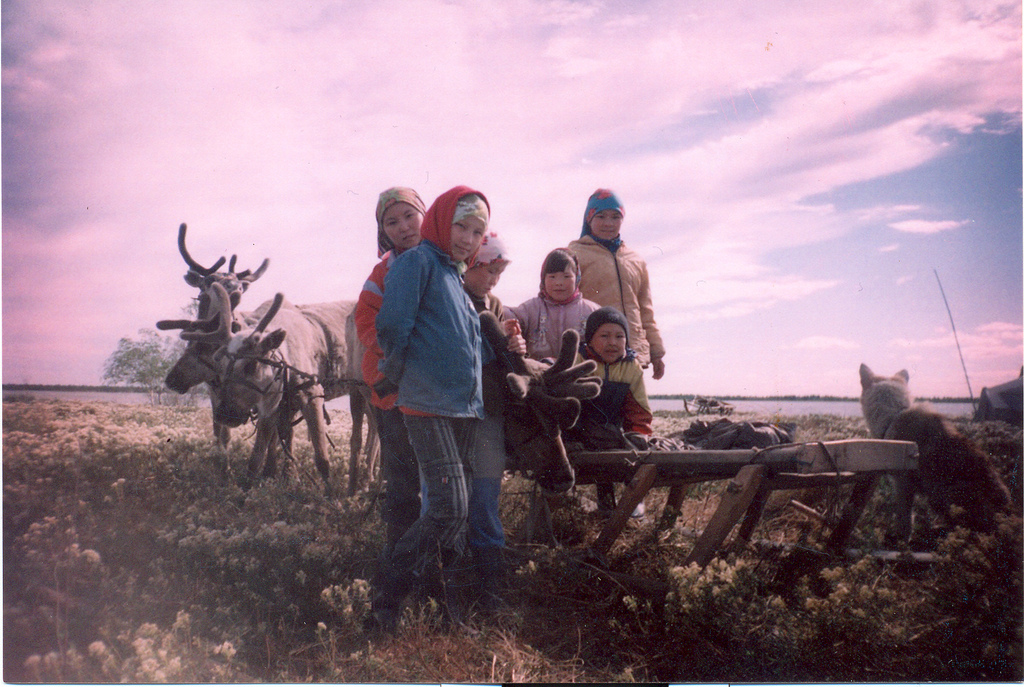
Dzieci chantyjskie

## Grupy etniczne
Wśród Chantów wyróżnia się trzy grupy etnograficzne: północną, południową i wschodnią. Różnią się one dialektami, nazwą własną oraz kulturą i sposobem prowadzenia gospodarki. Zróżnicowanie to wykształciło się pod wpływem sąsiedztwa z innymi ludami: na Chantów północnych silny wpływ wywarli Nieńcy, na wschodnich – Selkupowie, a na południowych – Rosjanie i Tatarzy.

## Wygląd zewnętrzny

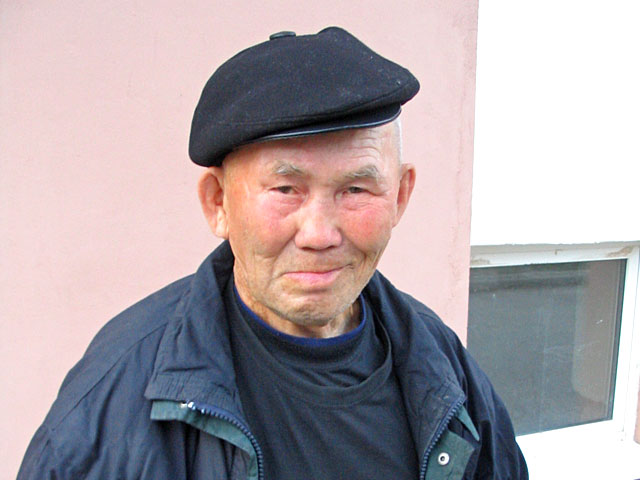
Chant

Chantowie zasadniczo należą do rasy żółtej, jednak w ich wyglądzie zaznaczają się dość silne wpływy rasy białej. Mają czarne włosy i ciemne, raczej skośne oczy, oraz wystające kości policzkowe. Są niscy; przeciętny wzrost mężczyzny wynosi ok. 158 cm, a kobiety – 146 cm.

## Liczebność i obszary zamieszkiwania
Według danych z 2002 r. Federację Rosyjską zamieszkiwało 28 678 Chantów. Żyli oni głównie w Chanty-Mansyjskim Okręgu Autonomicznym (17 128 osób) oraz Jamalsko-Nienieckim Okręgu Autonomicznym (8760), ponadto 806 w pozostałych częściach obwodu tiumeńskiego. Obwód tomski zamieszkuje 873 Chantów. Niewielka ich liczba (88 osób) żyje też w Republice Komi.

### Zmiany liczebności Chantów

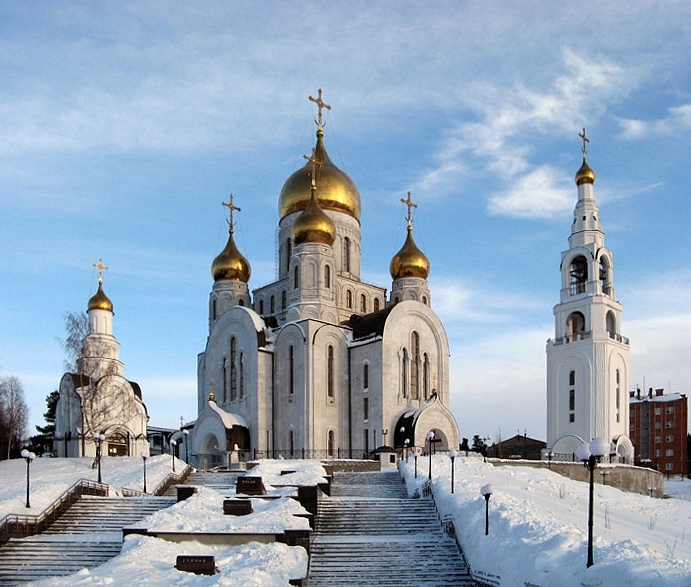
Sobór Zmartwychwstania Pańskiego w stolicy Chantyjskiej autonomii – Chanty-Mansyjsku

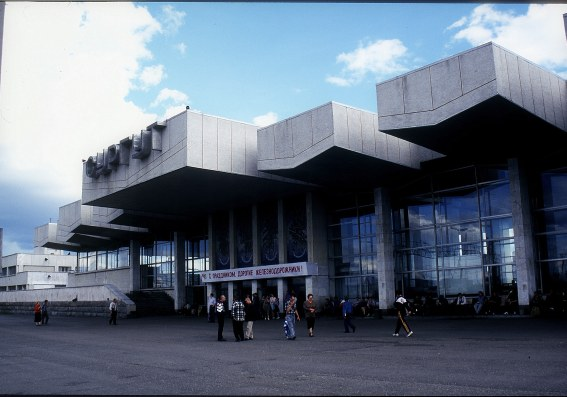
Dworzec kolejowy w Surgucie – największym mieście na ziemiach Chantów

| rok    | liczba Chantów (dane spisowe) | w tym posługujących się ojczystym językiem (w%) |
| ------ | ----------------------------- | ----------------------------------------------- |
| 18401) | 16 247                        | 100                                             |
| 18681) | 17 149                        | 100                                             |
| 1897   | 19 663                        | 98                                              |
| 1911   | 18 591                        | b.d.                                            |
| 1926   | 22 170                        | 84                                              |
| 1939   | 18 500                        | b.d.                                            |
| 1959   | 19 410                        | 77                                              |
| 1970   | 21 138                        | 69                                              |
| 1979   | 20 934                        | 68                                              |
| 1989   | 22 510                        | 61                                              |
| 2002   | 28 678                        | 48                                              |

1) dane szacunkowe

### Spadek udziału Chantów w populacji
Rosyjska kolonizacja na ziemiach zamieszkanych przez Chantów nie miała nasilonego charakteru i jeszcze na początku XX wieku stanowili większość na zamieszkanych przez siebie terenach. Największy spadek ich udziału w populacji zamieszkujących te tereny nastąpił w okresie ZSRR, kiedy to w wyniku osadnictwa zewnętrznego nastąpił znaczny wzrost zaludnienia ziem zamieszkanych przez Chantów. Związane było to z odkrywaniem w latach 50. i 60. złóż ropy naftowej i gazu ziemnego, a następnie z rozwojem przemysłu, zwłaszcza naftowego w tym regionie. Po upadku ZSRR i powstaniu niepodległej Rosji chantyjskie ziemie są jednym z niewielu terenów Syberii i rosyjskiego Dalekiego Wschodu, którego ludność nie zmniejsza się, a wręcz przeciwnie – zwiększa (w ciągu 2005 r. liczba ludności wzrosła o 9,2 tys. osób, tj. o 0,63%). W ciągu ostatniego półwiecza populacja zamieszkująca ziemie Chantów wzrosła ok. 12-krotnie, czemu towarzyszy spadek udziału procentowego w populacji ludności rdzennej.
W Chanty-Mansyjskim Okręgu Autonomicznym, będącym w założeniu jednostką podziału terytorialnego, w którym Chantowie posiadają autonomię i od których wziął on swą nazwę, stanowią oni ok. 1,17% populacji, natomiast w autonomicznym okręgu Nieńców procentowy udział Chantów wynosi więcej, bo 1,73%.

## Tereny zamieszkiwane przez Chantów

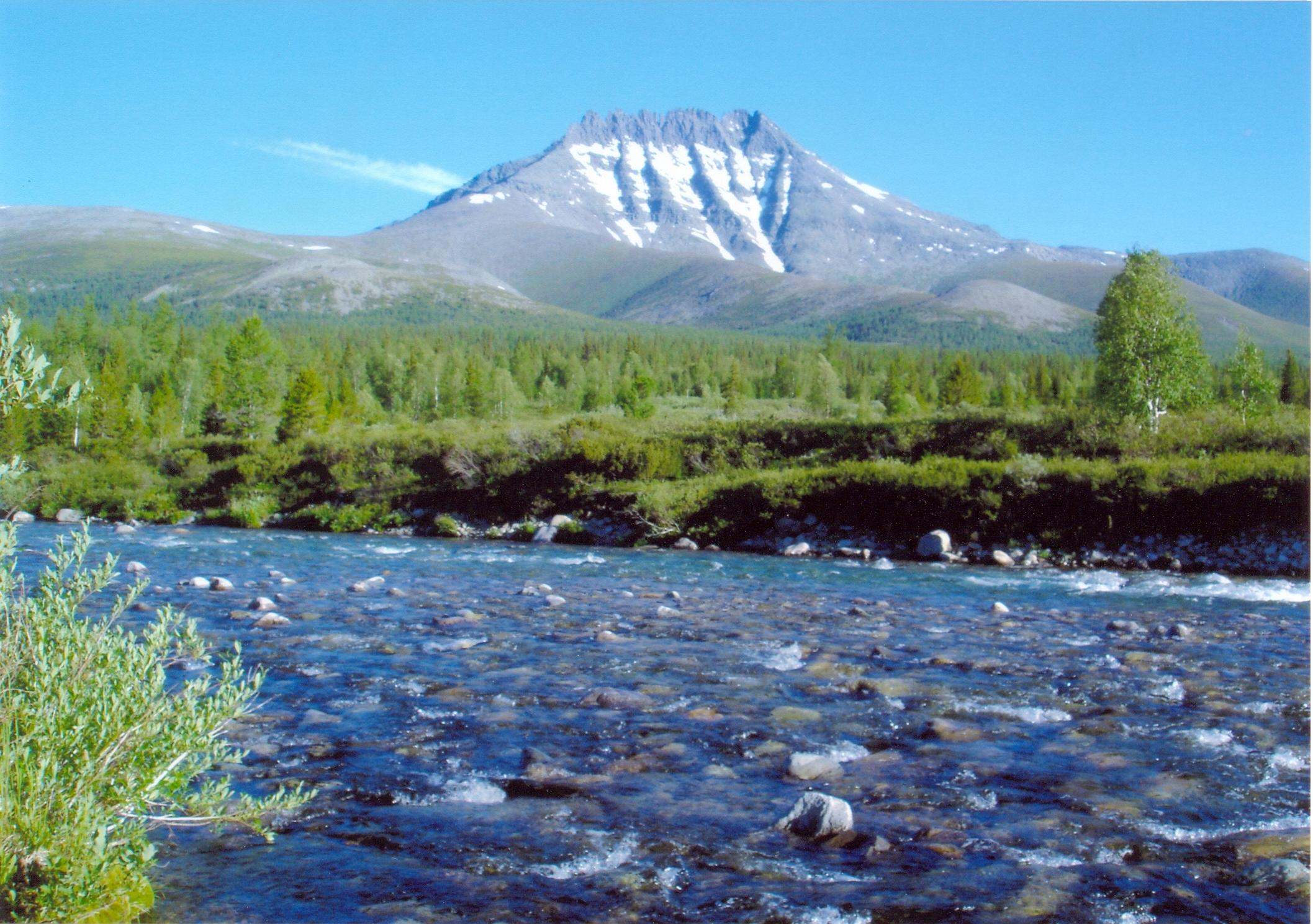
typowy krajobraz ojczyzny Chantów

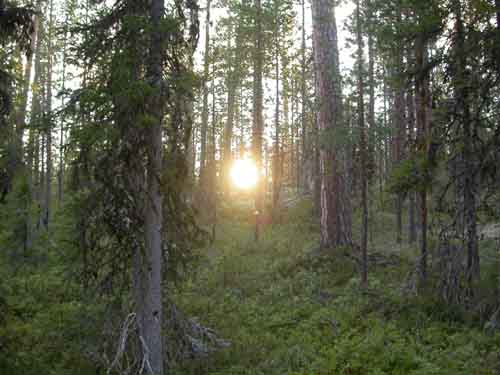
tajga

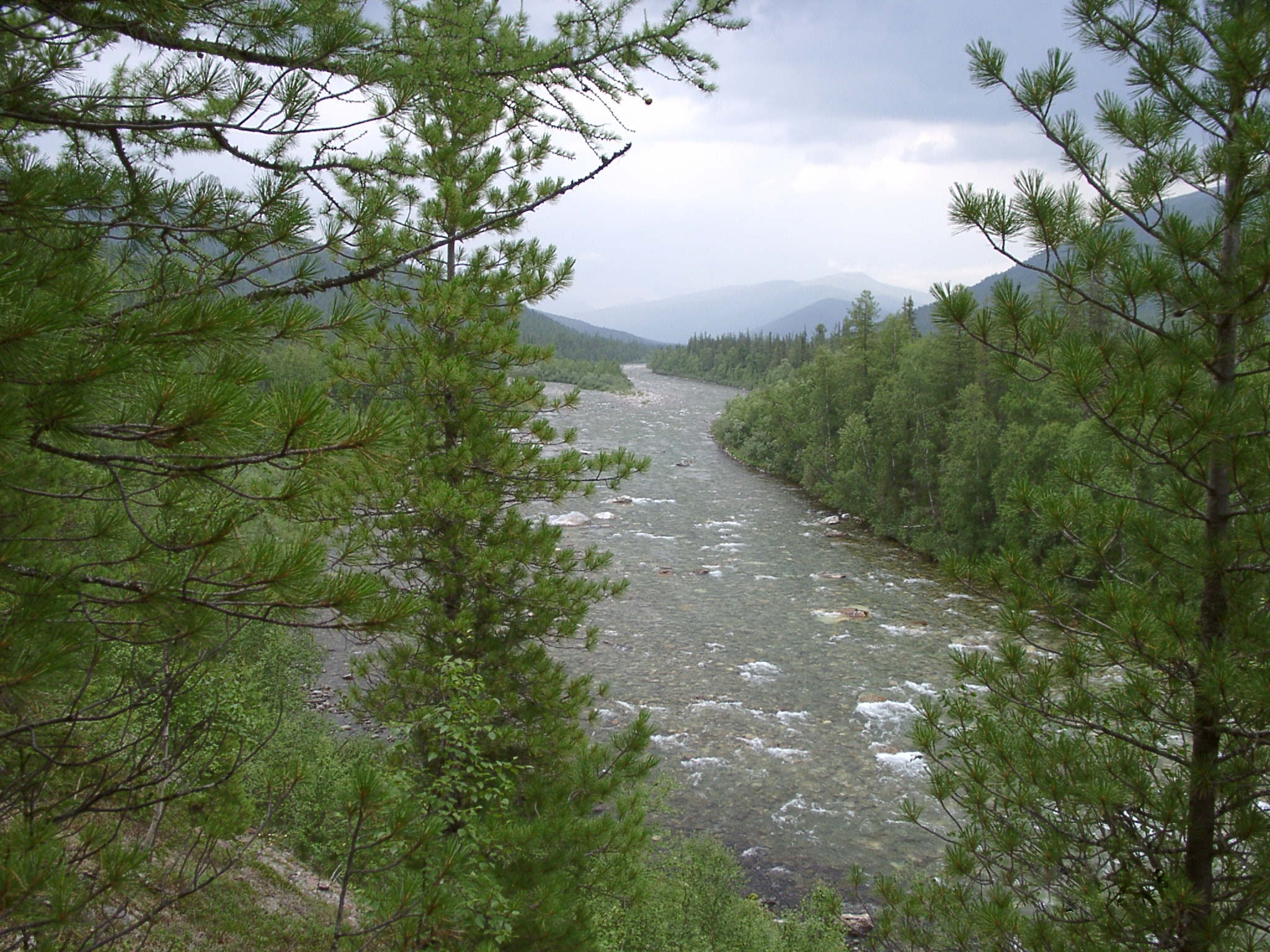
typowy krajobraz ojczyzny Chantów

Chantowie zamieszkują w zachodniej Syberii, na Nizinie Zachodniosyberyjskiej.
Zdecydowaną większość ziem zamieszkanych przez Chantów porasta tajga, przez którą płyną liczne rzeki i strumienie, stanowiące dopływy głównej rzeki Obu i jego głównego dopływu – Irtyszu.
Na północy tajga przechodzi w lasotundrę, a dalej w tundrę. Na terenie tym znajdują się niezliczone jeziora oraz zajmujące wielkie obszary bagna.
Obszar chantyjskich ziem leży w strefie klimatów umiarkowanych wybitnie kontynentalnych, co charakteryzuje się m.in. dużymi różnicami temperatur pomiędzy latem a zimą.
Zima jest surowa i długa, z grubą pokrywą śnieżną, zaś lato – krótkie i ciepłe. Przymrozki utrzymują się do późnej wiosny (po połowy czerwca) i pojawiają się już wczesną jesienią. Średnia temperatura tych obszarów w styczniu waha się od -18 °C na zachodzie do ok. -28 °C na północnym wschodzie. W okresie letnim jest to ok. +14 °C – +16 °C, choć zdarza się, że temperatury przekraczają 30 °C.
W okresie zimowym rzeki pokryte są grubą warstwą lodu. Utrzymuje się ona przez okres ok. 6 miesięcy.

## Historia
Chantowie jako naród wykształcili się ze zlania kilku grup ludności ugrofińskiej. Jedna z nich, złożona z myśliwych i rybaków, zamieszkiwała na obszarach obecnie zajmowanych przez Chantów już w okresie neolitu. Druga grupa, złożona z koczowniczych hodowców zwierząt przywędrowała na te tereny na przełomie I i II tys. p.n.e. ze stepów dzisiejszego Kazachstanu i południowej Syberii. W okresie tym plemiona, z których w okresie późniejszym wykształcili się Chantowie i Mansowie zamieszkiwały na większych niż obecnie obszarach: zajmowały także wschodnie skrawki Europy, skąd w X – XII w. zostały wyparte na wschód przez Komiaków i Udmurtów. Po ostatecznym zajęciu obecnego terytorium nastąpił podział tych plemion na Chantów i Mansów.
Pierwsze kontakty Chantów z cywilizacją ruską miały miejsce w XI w. za pośrednictwem kupców (nowogrodzkich), choć wcześniej utrzymywali sporadyczne kontakty z Finami Wołżańskimi i Bałtyckimi. W staroruskich kronikach Chantowie nazywani są mianem Jugrowie, która to nazwa została przez Nowogrodzian zapożyczona od Komiaków, określających Chantów mianem Jögra. (Tą samą nazwą określani byli także spokrewnieni z Chantami Mansowie, zamieszkujący bardziej na zachód).
Od XIII w. Chantowie znajdowali się pod luźnymi wpływami Republiki Nowogrodzkiej, jednak nie doszło do ich podporządkowania. W 1478 r. Republika Nowogrodu została podbita przez Moskwę.
W czasie walk z okolicznymi, zagrażającymi Chantom narodami (zwłaszcza Tatarom), niezależne dotąd plemiona zaczęły łączyć się w większe organizacje, nazywane w literaturze rosyjskiej, nieco na wyrost – księstwami. Na ich czele stali dziedziczni władcy, wywodzący się z arystokracji. W okresie tym nastąpiło też zróżnicowanie majątkowe społeczeństwa, które szczególnie wyraźnie nastąpiło wśród plemion zajmujących się hodowlą renów. Dawni władcy po aneksji ziem chantyjskich przez Rosję stali się podporą carskiej administracji.
W kolejnych latach większość ich ziem znalazła się pod panowaniem Chanatu Syberyjskiego, następnie zostały ponownie i na trwałe włączone w skład państwa rosyjskiego. Wkrótce po przyłączeniu chantyjskich ziem rozpoczęła się rosyjska kolonizacja tych terenów: w 1593 na miejscu starego chantyjskiego grodu Sugmut-Basz, inaczej zwanego Chałumo-Sugmut co w przekładzie oznacza "brzozowy gródek" założono pierwsze rosyjskie miasto Bieriozow, obecnie Bieriozowo, a w 1594 założono miasto Surgut. Rosjanie podporządkowawszy sobie Chantów narzucili im podatek (jassak) opłacany w formie dostaw skór zwierząt futerkowych, głównie soboli. W latach następnych ziemie Chantów stały się terenem osadnictwa rosyjskiego. Kolonizacja rosyjska sprawiła, iż już w XVIII w. Chantowie stali się mniejszością na zajmowanych terenach.

godło autonomicznej jednostki administracyjnej Chantów i Mansów – Chanty-Mansyjskiego OA – Jugry

Po utworzeniu Związku Radzieckiego Chantowie w ramach polityki tzw. korienizacji tj. przyznawania uprawnień narodom dawniej gnębionym przez carat, wspólnie z pokrewnymi kulturalnie i językowo Mansami otrzymali niewielką autonomię w ramach utworzonego 10 grudnia 1930 r. Ostiako-Wogulskiego Okręgu Autonomicznego. Ponieważ nazwa Okręgu: Ostiako-Wogulski pochodziła od rosyjskich nazw obu narodów, w 1940 r. okręg został przemianowany na Chanty-Mansyjski Okręg Narodowościowy, która to nazwa zawiera w sobie pochodzące z ojczystych języków obu narodów nazwy Chantów i Mansów.
7 października 1977 r. Chanty-Mansyjski Okręg Narodowościowy przemianowano na Chanty-Mansyjski Okręg Autonomiczny (ros. Ханты-Мансийский автoнoмный округ). Wiązało się to z pewnym poszerzeniem autonomii. W 2003 r. nazwę Chanty-Mansyjskiej autonomii zmieniono na Chanty-Mansyjski Okręg Autonomiczny – Jugra). Autonomia ta istnieje do dziś.

## Religia
Do XVIII w. Chantowie wyznawali szamanizm, następnie lud ten formalnie został schrystianizowany w obrządku prawosławnym. Po okresie ateizacji w czasach Związku Radzieckiego większość Chantów może oficjalnie wyznawać prawosławie, jednak wśród ludu, zwłaszcza wśród starszego pokolenia, liczne przeżytki poprzedniej religii przetrwały do dziś. Żywy jest zwłaszcza kult duchów opiekuńczych i przodków, istnieje kult niedźwiedzia, ważną rolę odgrywają totemy. Nadal w społeczności żywe są mity i obrzędy związane z dawną religią.
Najważniejszym niegdyś świętem wśród Chantów było Święto Niedźwiedzia. Jego ślady nadal obecne są w folklorze i opowieściach.

## Gospodarka

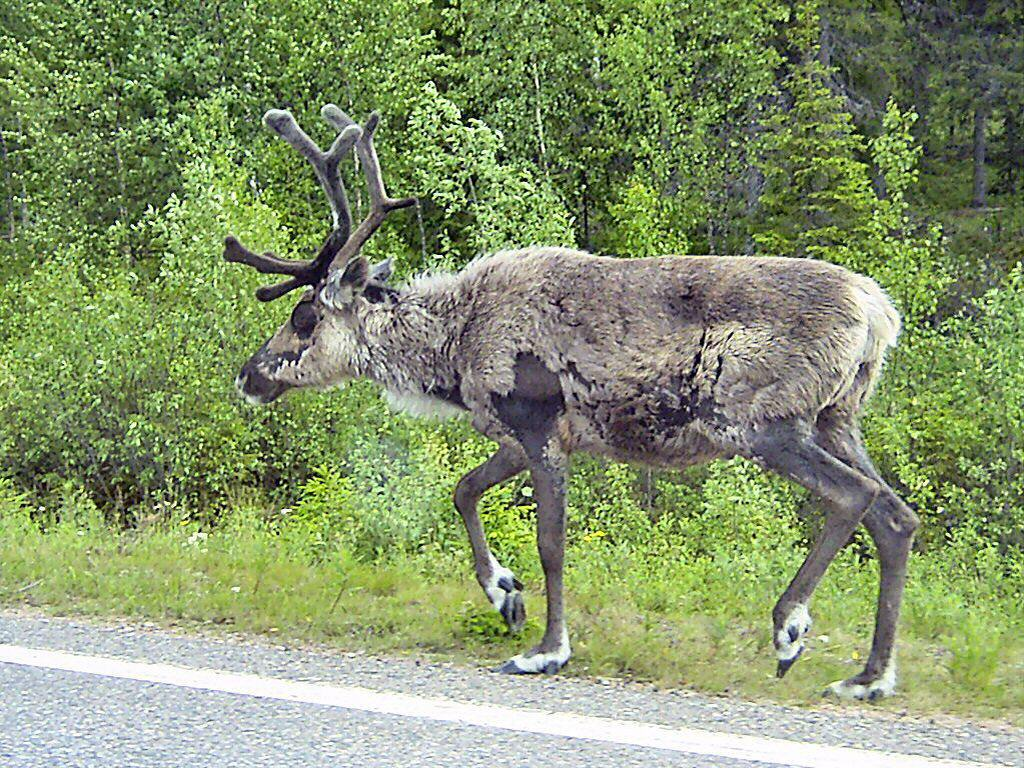
Renifer – podstawa gospodarki północnych Chantów

Tradycyjne zajęcia Chantów to rybołówstwo rzeczne oraz myślistwo, a od XIV w. także hodowla reniferów (przejęta od plemion samojedzkich).
Hodowla reniferów odbywała się zarówno na obszarze tundry i lasotundry, jak i na obszarze tajgi, i w zależności od tego sposób jej prowadzenia był inny. W tundrze i lasotundrze zwierzęta te hodowane były dla mięsa i skór sposobem przejętym od Nieńców: renifery żyły w stadach liczących ok. 1000–1500 sztuk, a głównym zadaniem hodowców był ich sezonowy przepęd z północy na południe (jesienią) oraz z południa na północ (wiosną).
W lasach renifery hodowane były w sposób przypominający wypas bydła w Europie: stada były znacznie mniejsze i stale znajdowały się na tych samych pastwiskach, położonych w pobliżu osady. Ponadto ludność obszarów leśnych, mająca możliwość pozyskiwania mięsa i skór dzięki polowaniom, trzymała reny głównie jako środek transportu.
Od XVIII w. część Chantów (żyjących głównie na południu i wzdłuż Obu) zajęła się także uprawą roli i chowem bydła.
Duże znaczenie miało zbieractwo owoców runa leśnego, grzybów i ziół.
W okresie ZSRR nadal odbywała się tradycyjna działalność gospodarcza Chantów, jednak gospodarka ta prowadzona była w obrębie kołchozów.
Do dzisiejszego dnia wielu Chantów w okresie letnim prowadzi półnomadyczny tryb życia. W okresie radzieckim byli oni przymuszani do życia osiadłego i osadzani w dużych, nowo zbudowanych osiedlach, w których do dzisiejszego dnia żyje większość narodu, jednak po upadku ZSRR wielu Chantów powróciło do starych tradycji. Obecnie ok. 70% Chantów żyje poza obszarami miejskimi i, zwłaszcza w okresie letnim, prowadzi tradycyjną gospodarkę.
Istotne znaczenie miało także rzemiosło. Tradycje w tym zakresie zachowane zostały do dziś, zwłaszcza w dziedzinie ubioru. Podstawowym surowcem jest skóra reniferów, skóra oraz kolorowe materiały nabywane od Rosjan.

## Kultura
Chantowie posiadają bogaty folklor i mitologię oraz rozwiniętą muzykę ludową, w formie śpiewu, często o religijnym charakterze.
Chantowie zaliczani są do rdzennych ludów Syberii; podobnie jak w przypadku innych ludów z tej grupy rodzime tradycje są zagrożone poprzez wypieranie ich przez kulturę zachodnią, głównie rosyjską.
Dla ochrony chantyjskiego dziedzictwa kulturowego powołanych zostało kilka fundacji, jednak proces zaniku tradycji narodowych postępuje i jest związany z rozwojem gospodarczym i procesami urbanizacyjnymi.

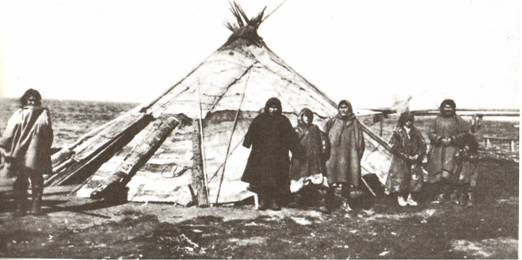
rodzina chantyjska

## Tradycje chantyjskie

### Rodzina i społeczeństwo
Zasadniczo największe zmiany w strukturze społecznej Chantów nastąpiły w XVII i XVIII w. i związane były z przyjęciem prawosławia i wzorców kultury rosyjskiej. Do tego okresu podstawą chantyjskiej społeczności były wielkie rodziny. Do tego też okresu funkcjonowała poligamia, żywa zwłaszcza wśród koczowniczych hodowców reniferów, gdzie do zwyczaju należało, by gdy pierwsza żona zaczynała się starzeć, jej mąż wziął kolejną, która pomagałaby pierwszej żonie w gospodarskich obowiązkach. Innym źródłem poligamii było żywe wśród całej społeczności prawo lewiratu, zgodnie z którym w razie śmierci brata wdowę po nim poślubiał, jako kolejną żonę, pozostały przy życiu brat.
Społeczeństwo do XVII/XVIII w. dzieliło się na fratrie (zwłaszcza na północy) oraz genealogiczne grupy zbliżone charakterem do rodów. Istnienie tych podziałów miało związek z kultem totemów: grupy te nosiły nazwy od zwierząt i ptaków opiekuńczych, będących symbolem owej wspólnoty.

### Tradycyjne domy Chantów

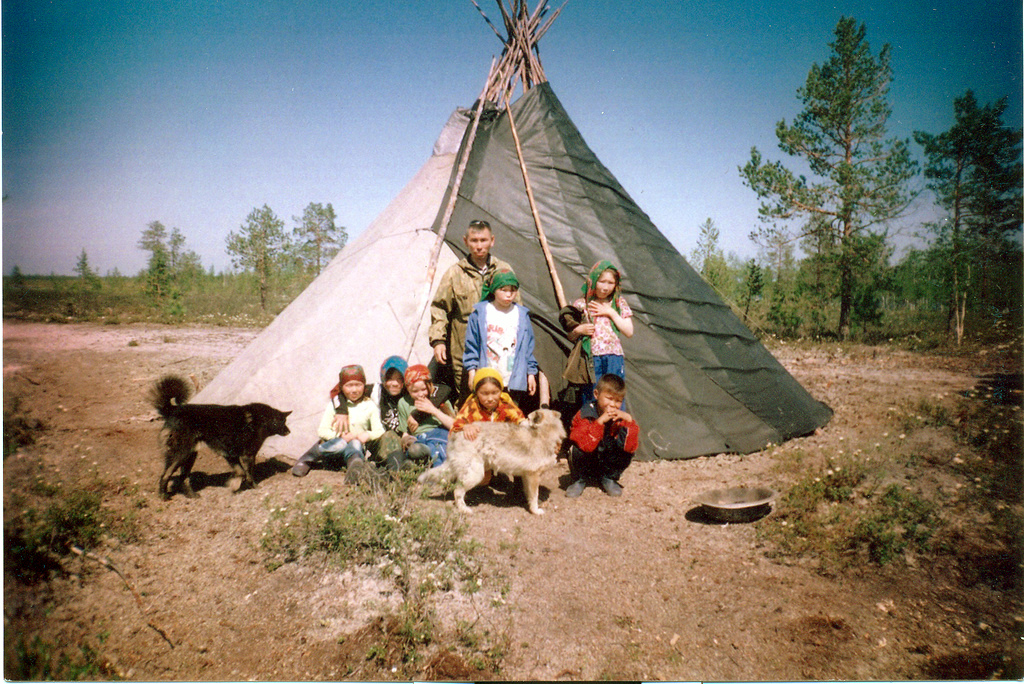
rodzina chantyjska przed tradycyjnym domem koczowników

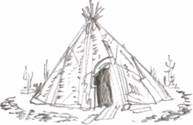
tradycyjny dom osiadłych Chantów

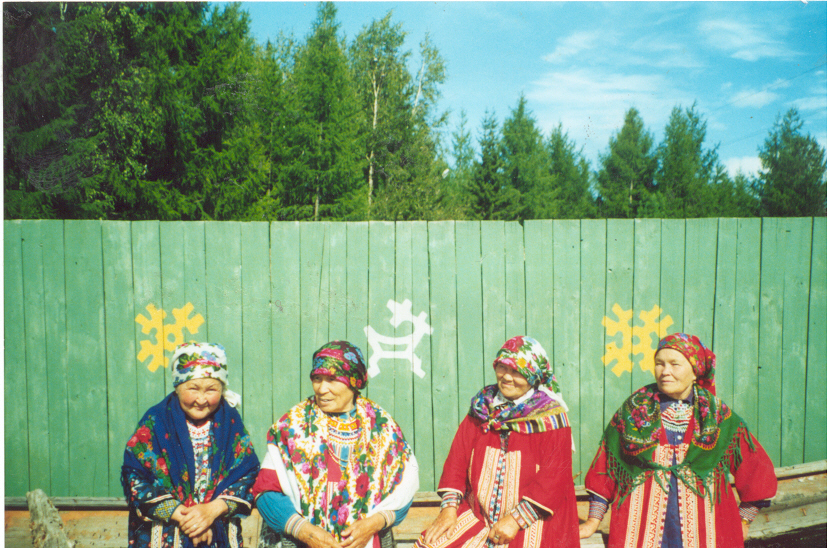
kobiety chantyjskie w tradycyjnych strojach

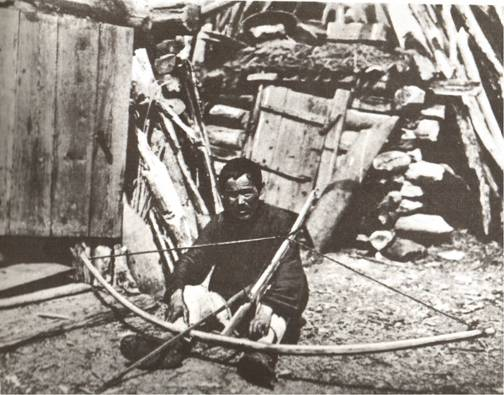
Chant

W okresie zimowym Chantowie przebywali w stałych zimowych osadach, natomiast na wiosnę udawali się na miejsca pobytu sezonowego, związanego z połowami ryb.
Hodowcy reniferów w tundrze i lasotundrze koczując ze swoimi stadami żyli w domostwach typu nienieckiego, tj. pewnego rodzaju stożkowych namiotach zbudowanych żerdzi, krytych – w okresie letnim -korą brzozową, zaś w okresie zimowym – skórami renifera. Domostwa te stosowali także doraźnie (jako schronienie tymczasowe – rodzaj namiotów) rybacy ze stałych osad, udający się na sezonowe połowy ryb.
Obecnie większa część Chantów zamieszkuje relatywnie nowe domy w osadach powstałych w latach 50., kiedy to, po części przymusowo, zmienili oni tryb życia na osiadły.

### Transport
Tradycyjnymi środkami transportu dla Chantów w okresie zimowym były różne rodzaje nart oraz sanie, zaprzęgane w renifery lub psy.
Latem niemal cały transport odbywał się przy pomocy licznych rodzajów łodzi, których typ zależał od celu i długości podróży.

### Odzież
Odzież Chantów zamieszkujących w północnej części ich ziem przypomina odzież Nieńców. Kobiety noszą zwykle kaftanowate bluzo-kurtki z futra renifera, rzadziej palta-chałaty z sukna. U Chantów wschodnich odzież wykonana jest z futra lub sukna. Istotne znaczenie ma kolorystyka ubioru: Chantowie dbali, by łączyły się elementy jasne i ciemne. W odzieży materiałowej preferowali wyraziste barwy (czerwoną, zieloną).
Obuwie wykonywane jest w wielu różnych typach, ze skóry, zamszu lub futra.
Odzież (zwłaszcza wykonana z materiału) i obuwie są bogato zdobione paciorkami i metalicznymi nićmi oraz haftowane. Szyciem ubrań tradycyjnie zajmują się kobiety. Nadal popularne są tradycyjne typy ornamentu m.in. tzw. uszy zająca, gałązki brzozy, ślad sobola, rogi renifera.
Chantyjskie kobiety noszą ozdoby z paciorków, kolczyki i naszyjniki. Obie płcie niegdyś zaplatały warkocze; obecnie zwyczaj ten kontynuują tylko kobiety. Niegdyś wśród Chantów dość popularny był tatuaż.

### Pożywienie
Pierwotnie podstawą wyżywienia Chantów były ryby, mięso renifera, a także mięso zwierząt żyjących w tajdze, zwłaszcza łosia, a także różne gatunki jagód, grzybów i orzechów. Kontakty z Rosjanami spowodowały, iż jeszcze w XVIII w. ważnym elementem diety stał się chleb, a niedługo potem narodowym napojem stała się herbata.
Ryby i mięso spożywane są na wszelkie możliwe sposoby: na surowo (bezpośrednio lub mrożone), wędzone, gotowane lub suszone. Chantowie piją także rybi tłuszcz gotowany z owocami runa leśnego. Jednym z lokalnych przysmaków jest ikra gotowana w rybim tłuszczu.

## Język
Język chantyjski jest językiem ojczystym dla nieco ponad połowy Chantów (ok. 15 tys. osób). Jest jednym z wielu języków używanych przez rdzenne ludy Syberii wypieranym przez język rosyjski.
W 1959 r. 77% spośród 19 410 Chantów uważało język chantyjski za ojczysty, w 1970 już tylko 68,9% (spośród 21 138 osób), zaś w roku 1989 – zaledwie 60,5%. W dużych ośrodkach osadniczych, zwłaszcza w tych, w których liczebnie dominują Rosjanie, język chantyjski jest językiem używanym jedynie w domu przez część Chantów, na forum publicznym i w domach większości narodu dominuje język rosyjski. Język chantyjski jest natomiast jedynym używanym (a często, zwłaszcza wśród starszego pokolenia – jedynym znanym) w mniejszych osadach i w obozach koczowników.
Język chantyjski jest znany z licznych i znacznie zróżnicowanych dialektów. Ich podział i wyodrębnienie wciąż jeszcze nie jest ustalone. Bezsporne wydaje się wydzielenie dwóch grup dialektów: zachodnich (tzw. chantyjskie) i wschodnich (tzw. kantyjskie – od nazwy własnej narodu w tej grupie gwar). Wschodnie dialekty są obecnie bliskie wymarcia.
Pierwsza publikacją w języku chantyjskim był przekład Ewangelii Mateusza, opublikowany w 1868 r. w jednym z dialektów. Pierwsze próby stworzenia jednego chantyjskiego języka literackiego pojawiły się dopiero w XX w. Do roku 1937 przy zapisie języka chantyjskiego posługiwano się alfabetem łacińskim. Mimo iż w języku tym rozwinęło się skromne piśmiennictwo, jednego języka literackiego nie udało się opracować; literatura rozwija się w 4 dialektach.
Język chantyjski nauczany jest w szkołach podstawowych; ukazuje się w nim także 1 gazeta.
Do zapisu języka chantyjskiego od 1937 r. stosowana jest cyrylica uzupełniona o dodatkowe znaki.
Alfabet używany (od 1937 r.) do zapisu języka chantyjskiego:
| А а | Ä ä   | Б б | В в   | Г г | Д д | Е е | Ё ё |
| Ә ә | Ӛ ӛ   | Ж ж | З з   | И и | Й й | К к | Ӄ ӄ |
| Л л | Л’ л’ | М м | Н н   | Ӈ ӈ | О о | Ö ö | Ө ө |
| Ӫ ӫ | П п   | Р р | С с   | Т т | У у | Ӱ ӱ | Ф ф |
| Х х | Ц ц   | Ч ч | Ч’ ч’ | Ш ш | Щ щ | Ъ ъ | Ы ы |
| Ь ь | Э э   | Ю ю | Я я   |     |     |     |     |